# Франкопани
Франкопа́ни — знатний хорватський дворянський рід. У середньовічній хорватській державі володіли великими землями, головним чином, на північних островах, північному далматинському узбережжі та в Горскі-Котар. Брали активну участь у політиці, поряд із родиною Зринських були найвпливовішим хорватським дворянським родом у XIV-XVI століттях. Представники роду Франкопанів багаторазово ставали банами Хорватії.

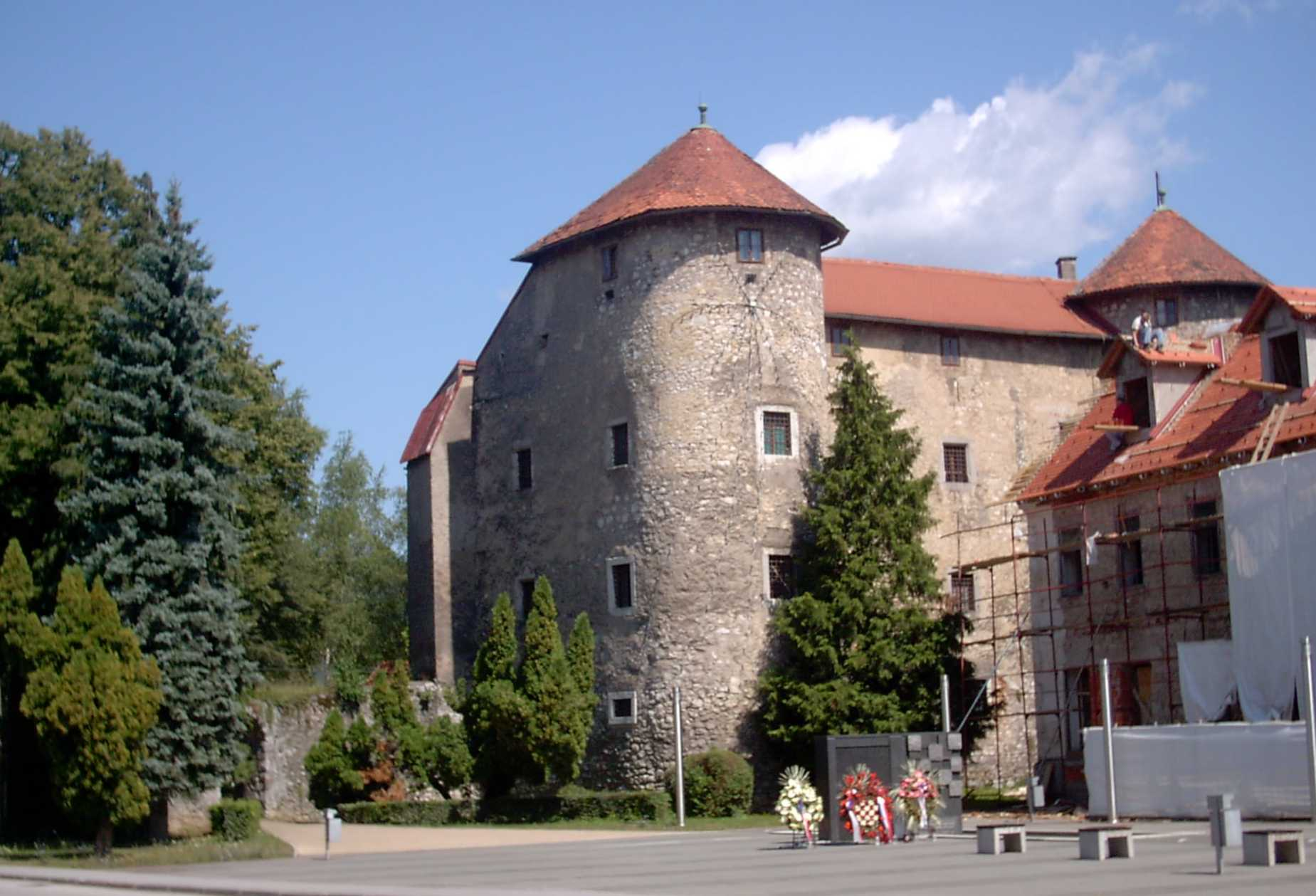
Замок Франкопанів в Огуліні

## Історія
Перша згадка про Франкопанів як про землевласників з острова Крк датується 1133 роком. Могутність і багатство роду поступово зростало, територіальні володіння поступово розширювалися, в XII-XIII століттях Франкопанам став належати весь Горскі-Котар і значна ділянка узбережжя з центром у місті Сень. У період максимального розширення землі Франкопанів доходили аж до Карловаца. Зберіглась королівська грамота, видана в 1193 році князю Бартоло Франкопану, в якій йому передавалася жупанія, розташована в Хорватському Примор'ї, на вічні часи, з правом збирати доходи і судити населення, за що Бартол і його спадкоємці зобов'язувалися постачати в королівське військо певне число воїнів. В 1288 році в землях Франкопанів був складений один з перших хорватських законів (написаний глаголицею) «Вінодолскі законник».
За династичними міркуваннями та з метою об'єднання капіталів Франкопани часто укладали шлюби з представниками іншої впливової хорватської родини Зринських, так Міклош Зрині, герой Сігетварської битви був одружений з Катариною Франкопан.
Занепад роду почався в XVII столітті, коли після краху антигабсбурзької змови Зринських-Франкопана був страчений глава родини Фран Крсто Франкопан, а сама родина піддалася репресіям. Головна лінія роду обірвалася незабаром після цього, декілька побічних гілок проіснували до XIX століття, коли також вимерли.
У колишніх спадкових землях Франкопанів збереглася велика кількість замків і палаців, що належали роду. Найвідоміші з них знаходяться в містах Сень, Нові-Вінодолскі, Слунь, Крк, Огулін та інших. Замки Франкопанів складають важливу частину архітектурної спадщини північно-західної Хорватії.

## Видатні представники

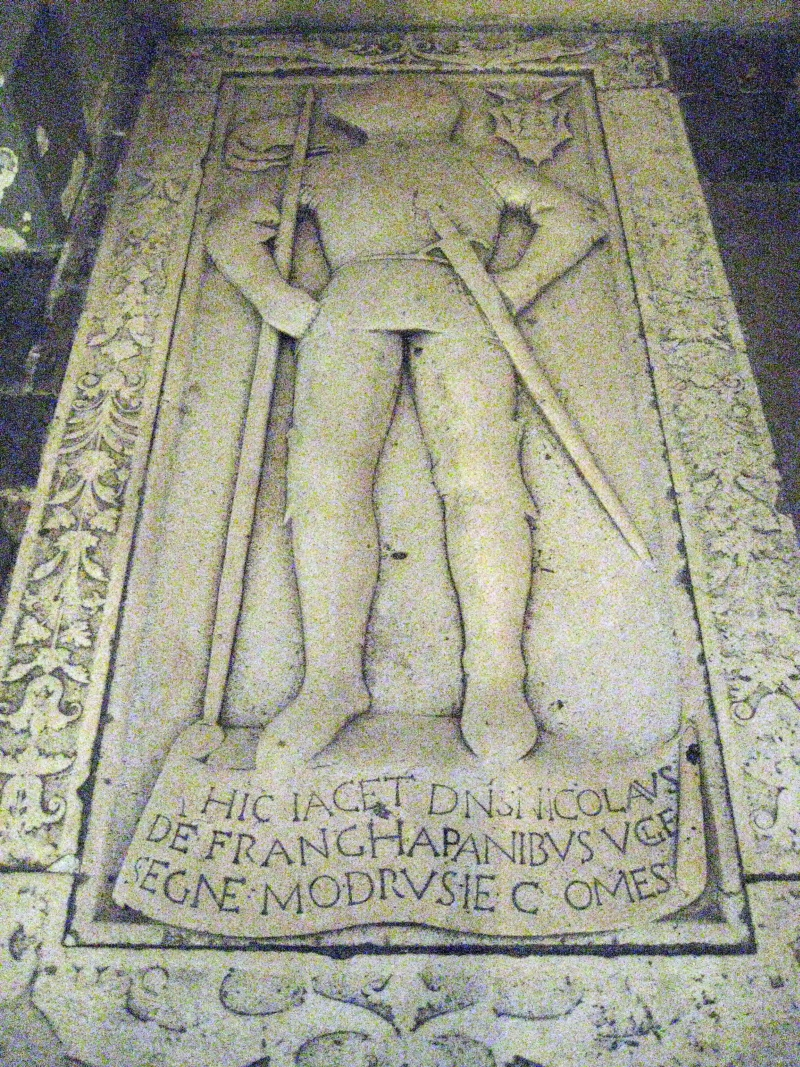
Могила сеньского жупана Ніколи Франкопана в Трсатському замку (Рієка)

- Іван Франкопан (помер в 1393 році). Бан Хорватії.
- Нікола Франкопан. Бан Хорватії в 1426—1432 році.
- Іван Франкопан. Бан Хорватії в 1432—1436 році.
- Нікола Франкопан. Бан Хорватії в 1456—1458 році.
- Степан Франкопан. Бан Хорватії в 1481 році.
- Крсто Франкопан. Бан Хорватії в 1527 році.
- Катарина Зринська (уроджена Франкопан), зведена сестра Франа Крсто Франкопана і дружина Петра Зринського, страчених після розкриття змови Зринських-Франкопана.
- Фран Крсто Франкопан. Поет і політик. Страчений за участь у змові.